# Vandières (Marna)
Vandières è un comune francese di 302 abitanti situato nel dipartimento della Marna nella regione del Grand Est.

## Storia

### Simboli
Lo stemma comunale è stato adottato il 14 gennaio 2025.

## Società

### Evoluzione demografica
Abitanti censiti